# 2012: Ice Age
2012: Ice Age is een rampenfilm uit 2011, die direct op video verscheen, geproduceerd door de onafhankelijke filmgroep The Asylum. Het is de derde 2012 film van de Asylum's "Trilogy". De andere twee zijn 2012: Doomsday en 2012: Supernova.

## Verhaal
In IJsland vindt een grote vulkaanuitbarsting plaats. Het gevolg is dat een gigantische gletsjer met grote snelheid naar Noord-Amerika drijft. Zo midden in augustus lijkt de nieuwe ijstijd geboren en een gezin zet alles op alles om te ontsnappen aan de grote ramp.

## Rolverdeling
| Acteur              | Personage   |
| ------------------- | ----------- |
| Patrick Labyorteaux | Bill Hart   |
| Julie McCullough    | Teri Hart   |
| Nick Afanasiev      | Nelson Hart |
| Gerald Webb         | Gerald      |
| Katie Wilson        | Julia Hart  |